# KeinMenscH!
KeinMenscH! war eine experimentelle Rock-Band aus Hagen in den frühen 1980er Jahren.
KeinMenscH! kombinierte Synthesizer-Sounds mit E-Gitarren und akustischen Instrumenten und ersetzte das Schlagzeug durch den Drumcomputer Roland TR-808. Die Gruppe formierte sich 1979 im Umfeld der Gruppe Extrabreit und des Performance-Künstlers Wolfgang Luthe in Hagen.
Während ihres Bestehens wurden zwei Singles, mehrere Samplerbeiträge und zwei Compact Cassetten veröffentlicht.
Die erste von Tom Dokoupil (The Wirtschaftswunder) produzierte Single von KeinMenscH! erschien 1981 auf dem Hagener Independent-Label Tonträger 58 und wurde auch von John Peel auf BFBS gespielt. Die zweite im Tonstudio Hiltpoltstein aufgenommene Single Süchtig erschien 1982 auf dem Major Label Virgin. Das auf der Rückseite der Süchtig-Single angekündigte Album KeinMenscH! Ist Perfekt! mit weiteren in Hiltpoltstein produzierten Aufnahmen erschien aber nicht bei Virgin, sondern als Kassette im Selbstvertrieb der Gruppe. 1984 war die Band im Fernsehfilm „Deutschlandtournee“ unter der Regie von Berengar Pfahl zu sehen.
2007 wurde eine Auswahl der Originalaufnahmen von 1981 und 1982 digital remastert auf Vinyl-LP und auf CD wiederveröffentlicht.

## Besetzung
- Gabi Lappen: Gesang, Synthesizer, Klavier, Flöte, Saxophon
- Rü Lambrecht: Gesang, Gitarre, Banjo, Percussion
- Hans-Uli Lambrecht: Gesang, Bass, Percussion
- Bille Balle: Bass

## Diskografie
Eigene Veröffentlichungen
- KeinMenscH! (Single, 1981, Tonträger 58)
- Süchtig (Single, 1982, Virgin)
- Kein MenscH! Ist Perfekt! (Cassette, 1982, Selbstvertrieb)
- Macht Macht Blind (Cassette, 1988, Selbstvertrieb)
- KeinMenscH! (LP, 2007, WSDP)

Sampler
- Alles Aus Hagen (Compilation-LP, 1981, Tonträger 58) – Song: Donald & die Bullenschweine
- Stars Aus 58 (Alles aus Hagen II) (Compilation-LP, 1982, Tonträger 58) – Song: Süchtig
- Sampler Der Neuen Deutschen Musik (Compilation-LP, 1982, Teldec) – Song: Kein Mensch
- Neue Deutsche Unterhaltungsmusik (Rock in Deutschland Vol. III) (Compilation-Doppel-LP, 1982, Teldec) – Song: Kein Mensch